# Intelsat 39
Intelsat 39 — телекоммуникационный спутник, оснащенный передатчиками C- и Ku- диапазонов, размещаемый на 62 градусе восточной долготы. Запуск аппарата на орбиту 6 августа 2019 года с помощью ракеты-носителя Ариан 5 с космодрома Куру. Спутник предназначен для обеспечения широкополосного доступа в интернет, а также для передачи видеосигнала для трансляций в Африке, Европе, Азии, а также на Ближнем Востоке. Он запускается на смену Intelsat 902, который был выведен на орбиту в 2001 году.

## Оборудование
Спутник INTELSAT-39 имеет на борту транспондеры как C-, так и Ku-диапазона.
Для подъёма спутника на проектную орбиту планируется использовать гибридную систему из электрических и химических двигателей. Срок эксплуатации аппарата на орбите по проекту должен составить не менее 15 лет. Достигнув проектной орбиты, спутник будет сохранять свою позицию, используя полностью электрический двигатель, что даёт возможность уменьшить количество топлива и, соответственно – массы при запуске, а значит – даёт оператору возможность увеличения технической гибкости и производительности аппарата.

## Запуск
Спутник «Intelsat 39» был успешно выведен на промежуточную орбиту 6 августа 2019 года, одновременно со спутником EDRS-C / HYLAS 3, с помощью тяжёлой ракеты-носителя Ариан-5, с пускового комплекса ELA-3 космодрома Куру.  Аппаратура «HYLAS 3» размещена на спутнике EDRS-C, в качестве дополнительной гостевой нагрузки.